# マイ・ワールズ
『マイ・ワールズ』 (英語: MY WORLDS) は、ジャスティン・ビーバーの日本デビュー・アルバム。

## 概要
全米デビュー・アルバム『マイ・ワールド』、2ndアルバム『マイ・ワールド2.0』の2枚分を1枚にまとめた日本デビュー・アルバム。ジャケットは『マイ・ワールド2.0』のものを起用。
デラックス・エディションと通常盤の2形態で発売され、デラックス・エディションにはDVDが付いており、「ワン・タイム」「ワン・レス・ロンリー・ガール」「ベイビーfeat.リュダクリス」のミュージック・ビデオとメイキングが収録されている。通常盤の初回生産盤はスペシャル・プライス盤である。

## 収録曲
1. ワン・タイム／One Time
2. フェイヴァリット・ガール／Favorite Girl
3. ダウン・トゥ・アース／Down To Earth
4. ビガー／Bigger
5. ワン・レス・ロンリー・ガール／One Less Lonely Girl
6. ファースト・ダンス feat. アッシャー／First Dance featuring Usher
7. ラヴ・ミー／Love Me
8. コモン・デノミネイター／Common Denominator
9. ベイビー feat. リュダクリス／Baby feat. Ludacris
10. サムバディー・トゥ・ラヴ／Somebody To Love
11. スタック・イン・ザ・モーメント／Stuck In The Moment
12. ユー・スマイル／U Smile
13. ラナウェイ・ラヴ／Runaway Love
14. ネヴァー・レット・ユー・ゴー／Never Let You Go
15. オーヴァーボード feat. ジェシカ・ジャレル／Overboard featuring Jessica Jarrell
16. イーニー・ミーニー / ジャスティン・ビーバー ＆ ショーン・キングストン／Eenie Meenie - Justin Bieber & Sean Kingston
17. アップ／Up
18. ザット・シュッド・ビー・ミー／That Should Be Me
19. キス・アンド・テル／Kiss And Tell
日本盤ボーナストラック
20. ホエア・アー・ユー・ナウ？／Where Are You Now?
日本盤ボーナストラック

- 1～8 『My World』収録
- 9～18 『My World 2.0』収録

## プロデューサー / ゲスト
- アッシャー
- トリッキー・スチュワート
- ザ・ドリーム
- リュダクリス
- ショーン・キングストン
- クリスティーナ・ミリアン

他